# Крова (Верчели)
Крова (итал. Crova) је насеље у Италији у округу Верчели, региону Пијемонт.
Према процени из 2011. у насељу је живело 370 становника. Насеље се налази на надморској висини од 170 м.

## Становништво
| 1931. | 1936. | 1951. | 1961. | 1971. | 1981. | 1991. | 2001. | 2011. |
| ----- | ----- | ----- | ----- | ----- | ----- | ----- | ----- | ----- |
| 1.218 | 1.286 | 1.176 | 982   | 687   | 486   | 472   | 429   | 410   |